# Bilan par saison des séries mondiales masculines de rugby à sept
Pour un article plus général, voir Séries mondiales masculines de rugby à sept.
Cet article résume les résultats des séries mondiales masculines de rugby à sept par saison.

## Saison 2019-2020
Le calendrier de l'édition 2019-2020 comporte les mêmes 10 étapes que celui de l'année précédente, le seul changement consistant en un changement de lieu du tournoi des États-Unis passant de Las Vegas à Los Angeles, au Dignity Health Sports Park. En février 2020, World Rugby, Hong Kong Rugby Union et Singapore Rugby Union annoncent "le report des étapes de Hongkong et Singapour du HSBC World Rugby Sevens Series 2020 en raison des menaces sur la santé que laisse planer l’épidémie de coronavirus". 
L'équipe d'Irlande, vainqueur du tournoi de qualification de Hong-Kong 2019, remplace l'équipe du Japon au statut d'équipe permanente.
Cette édition 2020 sert de préparation pour les équipes qualifiées pour les Jeux olympiques 2020, et pour celles qui participeront au tournoi qualificatif offrant la dernière place. À noter la suppression du Challenge Trophy afin de préparer au format du tournoi olympique, et une nouvelle attribution des points à chaque tournoi.
| No | Équipe             | Points |
| -- | ------------------ | ------ |
| 1  | Nouvelle-Zélande   | 115    |
| 2  | Afrique du Sud     | 104    |
| 3  | Fidji (T)          | 83     |
| 4  | Australie          | 81     |
| 5  | Angleterre         | 77     |
| 6  | France             | 74     |
| 7  | États-Unis         | 72     |
| 8  | Canada             | 57     |
| 9  | Argentine          | 56     |
| 10 | Irlande (P)        | 49     |
| 11 | Écosse             | 37     |
| 12 | Kenya              | 35     |
| 13 | Samoa              | 33     |
| 14 | Espagne            | 33     |
| 15 | Pays de Galles (R) | 13     |
| 16 | Japon              | 10     |
| 17 | Corée              | 1      |

| Étape            | Stade                      | Ville       | Date                        | Vainqueur        |
| ---------------- | -------------------------- | ----------- | --------------------------- | ---------------- |
| Dubai            | The Sevens                 | Dubai       | 5 au 7 décembre 2019        | Afrique du Sud   |
| Afrique du Sud   | Cape Town Stadium          | Le Cap      | 13 au 15 décembre 2019      | Nouvelle-Zélande |
| Nouvelle-Zélande | Waikato Stadium            | Hamilton    | 25 et 26 janvier 2020       | Nouvelle-Zélande |
| Australie        | Spotless Stadium           | Sydney      | 1 et 2 février 2020         | Fidji            |
| États-Unis       | Dignity Health Sports Park | Los Angeles | 29 février et 1er mars 2020 | Afrique du Sud   |
| Canada           | BC Place                   | Vancouver   | 7 et 8 mars 2020            | Nouvelle-Zélande |
| Londres          | Twickenham Stadium         | Londres     | 23 et 24 mai 2020           |                  |
| France           | Stade Jean-Bouin           | Paris       | 30 et 31 mai 2020           |                  |
| Singapour        | Stade national             | Singapour   | 10 et 11 octobre 2020       |                  |
| Hong Kong        | Hong Kong Stadium          | Hong Kong   | 16 au 18 octobre 2020       |                  |

## Saison 2018-2019
Le calendrier de l'édition 2018-2019 comporte les mêmes 10 étapes que celui de l'année précédente, le seul changement consistant en l'inversion de l'ordre des étapes néo-zélandaise et australienne, cette dernière se déroulant toujours à Sydney mais dans un nouveau stade. L'équipe du Japon, vainqueur du tournoi de qualification de Hong-Kong 2018, remplace l'équipe de Russie au statut d'équipe permanente.
Cette édition 2019 qualifie également les équipes classées aux quatre premières places pour les Jeux olympiques 2020.
| No | Équipe             | Points |
| -- | ------------------ | ------ |
| 1  | Fidji              | 186    |
| 2  | États-Unis         | 177    |
| 3  | Nouvelle-Zélande   | 162    |
| 4  | Afrique du Sud (T) | 148    |
| 5  | Angleterre         | 114    |
| 6  | Samoa              | 107    |
| 7  | Australie          | 104    |
| 8  | France             | 99     |
| 9  | Argentine          | 94     |
| 10 | Écosse             | 72     |
| 11 | Canada             | 59     |
| 12 | Espagne            | 49     |
| 13 | Kenya              | 37     |
| 14 | Pays de Galles     | 31     |
| 15 | Japon (P) (R)      | 27     |
| 16 | Irlande (Q)        | 19     |

| Tournoi          | Stade              | Ville     | Date                        | Vainqueur        |
| ---------------- | ------------------ | --------- | --------------------------- | ---------------- |
| Dubai            | The Sevens         | Dubai     | 30 novembre–1 décembre 2018 | Nouvelle-Zélande |
| Afrique du Sud   | Cape Town Stadium  | Le Cap    | 8–9 décembre 2018           | Fidji            |
| Nouvelle-Zélande | Waikato Stadium    | Hamilton  | 26–27 janvier 2019          | Fidji            |
| Australie        | Spotless Stadium   | Sydney    | 2–3 février 2019            | Nouvelle-Zélande |
| États-Unis       | Sam Boyd Stadium   | Las Vegas | 1–3 mars 2019               | États-Unis       |
| Canada           | BC Place           | Vancouver | 9–10 mars 2019              | Afrique du Sud   |
| Hong Kong        | Hong Kong Stadium  | Hong Kong | 5–7 avril 2019              | Fidji            |
| Singapour        | Stade national     | Singapour | 13–14 avril 2019            | Afrique du Sud   |
| Londres          | Twickenham Stadium | Londres   | 25–26 mai 2019              | Fidji            |
| France           | Stade Jean-Bouin   | Paris     | 1–2 juin 2019               | Fidji            |

## Saison 2017-2018
Le calendrier suit le calendrier de l'année précédente en 10 étapes, avec quelques modifications (changement de ville pour l'étape néo-zélandaise, inversion des de l'ordre des étapes anglaise et française). L'équipe d'Espagne remplace l'équipe du Japon au statut d'équipe permanente.
| No | Équipe           | Points |
| -- | ---------------- | ------ |
| 1  | Afrique du Sud   | 182    |
| 2  | Fidji            | 180    |
| 3  | Nouvelle-Zélande | 150    |
| 4  | Australie        | 123    |
| 5  | Angleterre       | 122    |
| 6  | États-Unis       | 117    |
| 7  | Argentine        | 105    |
| 8  | Kenya            | 104    |
| 9  | Canada           | 76     |
| 10 | Samoa            | 59     |
| 11 | Espagne (P)      | 56     |
| 12 | Écosse           | 55     |
| 13 | France           | 53     |
| 14 | Pays de Galles   | 49     |
| 15 | Irlande          | 27     |
| 16 | Russie (R)       | 26     |

| Date                  | Étape            | Lieu                            | Vainqueur        |
| --------------------- | ---------------- | ------------------------------- | ---------------- |
| 1 et 2 décembre 2017  | Dubaï            | The Sevens, Dubaï               | Afrique du Sud   |
| 8 et 9 décembre 2017  | Afrique du Sud   | Cape Town Stadium, Le Cap       | Nouvelle-Zélande |
| 26 et 28 janvier 2018 | Australie        | Sydney Football Stadium, Sydney | Australie        |
| 3 et 4 février 2018   | Nouvelle-Zélande | Waikato Stadium, Hamilton       | Fidji            |
| 2 au 4 mars 2018      | États-Unis       | Sam Boyd Stadium, Las Vegas     | États-Unis       |
| 10 et 11 mars 2018    | Canada           | BC Place Stadium, Vancouver     | Fidji            |
| 6 au 8 avril 2018     | Hong Kong        | Hong Kong Stadium, Hong Kong    | Fidji            |
| 28 et 29 avril 2018   | Singapour        | Stade national, Singapour       | Fidji            |
| 2 et 3 juin 2018      | Angleterre       | Stade de Twickenham, Londres    | Fidji            |
| 8 au 10 juin 2018     | France           | Stade Jean-Bouin, Paris         | Afrique du Sud   |

## Saison 2016-2017
Le calendrier suit celui de l'année précédente en 10 étapes. L'équipe du Japon remplace l'équipe du Portugal au statut d'équipe permanente.
| No | Équipe           | Points |
| -- | ---------------- | ------ |
| 1  | Afrique du Sud   | 192    |
| 2  | Angleterre       | 164    |
| 3  | Fidji            | 150    |
| 4  | Nouvelle-Zélande | 137    |
| 5  | États-Unis       | 129    |
| 6  | Australie        | 113    |
| 7  | Écosse           | 109    |
| 8  | Canada           | 98     |
| 9  | Argentine        | 90     |
| 10 | Pays de Galles   | 73     |
| 11 | France           | 66     |
| 12 | Kenya            | 63     |
| 13 | Samoa            | 51     |
| 14 | Russie           | 29     |
| 15 | Japon (P) (R)    | 20     |

| Date                   | Étape            | Lieu                            | Vainqueur      |
| ---------------------- | ---------------- | ------------------------------- | -------------- |
| 2 et 3 décembre 2016   | Dubaï            | The Sevens, Dubaï               | Afrique du Sud |
| 10 et 11 décembre 2016 | Afrique du Sud   | Cape Town Stadium, Le Cap       | Angleterre     |
| 28 et 29 janvier 2017  | Nouvelle-Zélande | Westpac Stadium, Wellington     | Afrique du Sud |
| 4 et 5 février 2017    | Australie        | Sydney Football Stadium, Sydney | Afrique du Sud |
| 3 au 5 mars 2017       | États-Unis       | Sam Boyd Stadium, Las Vegas     | Afrique du Sud |
| 11 et 12 mars 2017     | Canada           | BC Place Stadium, Vancouver     | Angleterre     |
| 7 au 9 avril 2017      | Hong Kong        | Hong Kong Stadium, Hong Kong    | Fidji          |
| 15 et 16 avril 2017    | Singapour        | Stade national, Singapour       | Canada         |
| 13 au 14 mai 2017      | France           | Stade Jean-Bouin, Paris         | Afrique du Sud |
| 20 et 21 mai 2017      | Angleterre       | Stade de Twickenham, Londres    | Écosse         |

## Saison 2015-2016
Le calendrier de la saison est dévoilé à Paris le 30 juin 2015 et passe à 10 étapes,. L'équipe de Russie remplace l'équipe du Japon au statut d'équipe permanente.
| No | Équipe           | Points |
| -- | ---------------- | ------ |
| 1  | Fidji            | 181    |
| 2  | Afrique du Sud   | 171    |
| 3  | Nouvelle-Zélande | 158    |
| 4  | Australie        | 134    |
| 5  | Argentine        | 119    |
| 6  | États-Unis       | 117    |
| 7  | Kenya            | 98     |
| 8  | Angleterre       | 92     |
| 9  | Samoa            | 89     |
| 10 | Écosse           | 87     |
| 11 | France           | 85     |
| 12 | Pays de Galles   | 54     |
| 13 | Canada           | 40     |
| 14 | Russie (P)       | 28     |
| 15 | Japon            | 21     |
| 16 | Portugal (R)     | 21     |

| Date                   | Étape            | Lieu                            | Vainqueur        |
| ---------------------- | ---------------- | ------------------------------- | ---------------- |
| 4 et 5 décembre 2015   | Dubaï            | The Sevens, Dubaï               | Fidji            |
| 12 et 13 décembre 2015 | Afrique du Sud   | Cape Town Stadium, Le Cap       | Afrique du Sud   |
| 30 et 31 janvier 2016  | Nouvelle-Zélande | Westpac Stadium, Wellington     | Nouvelle-Zélande |
| 6 et 7 février 2016    | Australie        | Sydney Football Stadium, Sydney | Nouvelle-Zélande |
| 4 au 6 mars 2016       | États-Unis       | Sam Boyd Stadium, Las Vegas     | Fidji            |
| 12 et 13 mars 2016     | Canada           | BC Place Stadium, Vancouver     | Nouvelle-Zélande |
| 8 au 10 avril 2016     | Hong Kong        | Hong Kong Stadium, Hong Kong    | Fidji            |
| 16 et 17 avril 2016    | Singapour        | Stade national, Singapour       | Kenya            |
| 13 au 15 mai 2016      | France           | Stade Jean-Bouin, Paris         | Samoa            |
| 21 et 22 mai 2016      | Angleterre       | Stade de Twickenham, Londres    | Écosse           |

## Saison 2014-2015
Vainqueur du tournoi de qualification de Hong Kong 2014, l'équipe du Japon remplace l'équipe d'Espagne au statut d'équipe permanente. À l'issue de la saison, les quatre premières équipes du classement final seront automatiquement qualifiées pour les jeux olympiques de Rio de Janeiro en 2016,. Les équipes qualifiées sont donc : Fidji, Afrique du Sud, Nouvelle-Zélande et Angleterre (qui jouera sous la bannière du Royaume-Uni avec une sélection incluant l'Écosse et le Pays de Galles).
| No | Équipe           | Points |
| -- | ---------------- | ------ |
| 1  | Fidji            | 164    |
| 2  | Afrique du Sud   | 154    |
| 3  | Nouvelle-Zélande | 152    |
| 4  | Angleterre       | 132    |
| 5  | Australie        | 120    |
| 6  | États-Unis       | 108    |
| 7  | Écosse           | 89     |
| 8  | Argentine        | 80     |
| 9  | Canada           | 67     |
| 10 | Samoa            | 64     |
| 11 | France           | 61     |
| 12 | Pays de Galles   | 55     |
| 13 | Kenya            | 46     |
| 14 | Portugal         | 28     |
| 15 | Japon (P) (R)    | 21     |

| Date                   | Étape            | Lieu                                       | Vainqueur        |
| ---------------------- | ---------------- | ------------------------------------------ | ---------------- |
| 11 et 12 octobre 2014  | Australie        | Skilled Park, Gold Coast                   | Fidji            |
| 5 et 6 décembre 2014   | Dubaï            | The Sevens, Dubaï                          | Afrique du Sud   |
| 13 et 14 décembre 2014 | Afrique du Sud   | Nelson Mandela Bay Stadium, Port Elizabeth | Afrique du Sud   |
| 6 et 7 février 2015    | Nouvelle-Zélande | Westpac Stadium, Wellington                | Nouvelle-Zélande |
| 13 au 15 février 2015  | États-Unis       | Sam Boyd Stadium, Las Vegas                | Fidji            |
| 27 au 29 mars 2015     | Hong Kong        | Hong Kong Stadium, Hong Kong               | Fidji            |
| 4 et 5 avril 2015      | Japon            | Chichibunomiya Rugby Stadium, Tokyo        | Angleterre       |
| 9 et 10 mai 2015       | Écosse           | Scotstoun Stadium, Glasgow                 | Fidji            |
| 16 et 17 mai 2015      | Angleterre       | Stade de Twickenham, Londres               | États-Unis       |

## Saison 2013-2014
| No | Équipe           | Points |
| -- | ---------------- | ------ |
| 1  | Nouvelle-Zélande | 180    |
| 2  | Afrique du Sud   | 152    |
| 3  | Fidji            | 144    |
| 4  | Angleterre       | 134    |
| 5  | Australie        | 116    |
| 6  | Canada           | 90     |
| 7  | Kenya            | 84     |
| 8  | Samoa            | 79     |
| 9  | Argentine        | 75     |
| 10 | France           | 68     |
| 11 | Pays de Galles   | 65     |
| 12 | Écosse           | 61     |
| 13 | États-Unis       | 41     |
| 14 | Portugal         | 26     |
| 15 | Espagne (R)      | 20     |

| Date                   | Étape            | Lieu                                       | Vainqueur        |
| ---------------------- | ---------------- | ------------------------------------------ | ---------------- |
| 12 et 13 octobre 2013  | Australie        | Skilled Park, Gold Coast                   | Nouvelle-Zélande |
| 29 et 30 novembre 2013 | Dubaï            | The Sevens, Dubaï                          | Fidji            |
| 7 et 8 décembre 2013   | Afrique du Sud   | Nelson Mandela Bay Stadium, Port Elizabeth | Afrique du Sud   |
| 24 au 26 janvier 2014  | États-Unis       | Sam Boyd Stadium, Las Vegas                | Afrique du Sud   |
| 7 et 8 février 2014    | Nouvelle-Zélande | Westpac Stadium, Wellington                | Nouvelle-Zélande |
| 22 et 23 mars 2014     | Japon            | Chichibunomiya Rugby Stadium, Tokyo        | Fidji            |
| 28 au 30 mars 2014     | Hong Kong        | Hong Kong Stadium, Hong Kong               | Nouvelle-Zélande |
| 3 et 4 mai 2014        | Écosse           | Scotstoun Stadium, Glasgow                 | Nouvelle-Zélande |
| 10 et 11 mai 2014      | Angleterre       | Stade de Twickenham, Londres               | Nouvelle-Zélande |

## Saison 2012-2013
| No | Équipe           | Points |
| -- | ---------------- | ------ |
| 1  | Nouvelle-Zélande | 173    |
| 2  | Afrique du Sud   | 132    |
| 3  | Fidji            | 121    |
| 4  | Samoa            | 104    |
| 5  | Kenya            | 99     |
| 6  | Angleterre       | 92     |
| 7  | Galles           | 91     |
| 8  | Australie        | 89     |
| 9  | France           | 87     |
| 10 | Argentine        | 84     |
| 11 | États-Unis       | 71     |
| 12 | Canada (P)       | 69     |
| 13 | Écosse           | 51     |
| 14 | Portugal (P)     | 35     |
| 15 | Espagne (P)      | 26     |

| Date                             | Étape            | Lieu                                       | Vainqueur        |
| -------------------------------- | ---------------- | ------------------------------------------ | ---------------- |
| 13 et 14 octobre 2012            | Australie        | Skilled Park, Gold Coast                   | Fidji            |
| 30 novembre et 1er décembre 2012 | Dubaï            | The Sevens, Dubaï                          | Samoa            |
| 8 et 9 décembre 2012             | Afrique du Sud   | Nelson Mandela Bay Stadium, Port Elizabeth | Nouvelle-Zélande |
| 1er et 2 février 2013            | Nouvelle-Zélande | Westpac Stadium, Wellington                | Angleterre       |
| 8 au 10 février 2013             | États-Unis       | Sam Boyd Stadium, Las Vegas                | Afrique du Sud   |
| 22 au 24 mars 2013               | Hong Kong        | Hong Kong Stadium, Hong Kong               | Fidji            |
| 30 et 31 mars 2013               | Japon            | Chichibunomiya Rugby Stadium, Tokyo        | Afrique du Sud   |
| 4 et 5 mai 2013                  | Écosse           | Scotstoun Stadium, Glasgow                 | Afrique du Sud   |
| 11 et 12 mai 2013                | Angleterre       | Stade de Twickenham, Londres               | Nouvelle-Zélande |

## Saison 2011-2012
| No | Équipe           | Points |
| -- | ---------------- | ------ |
| 1  | Nouvelle-Zélande | 167    |
| 2  | Fidji            | 161    |
| 3  | Angleterre       | 135    |
| 4  | Samoa            | 133    |
| 5  | Afrique du Sud   | 125    |
| 6  | Australie        | 112    |
| 7  | Argentine        | 92     |
| 8  | Galles           | 91     |
| 9  | France           | 73     |
| 10 | Écosse           | 48     |
| 11 | États-Unis       | 41     |
| 12 | Kenya            | 40     |
| 13 | Canada           | 33     |
| 14 | Espagne          | 19     |
| 15 | Portugal         | 18     |

| Date                      | Étape            | Lieu                                       | Vainqueur        |
| ------------------------- | ---------------- | ------------------------------------------ | ---------------- |
| 25 et 26 novembre 2011    | Australie        | Skilled Park, Gold Coast                   | Fidji            |
| 2 et 3 décembre 2011      | Dubaï            | The Sevens, Dubaï                          | Angleterre       |
| 10 et 11 décembre 2011    | Afrique du Sud   | Nelson Mandela Bay Stadium, Port Elizabeth | Nouvelle-Zélande |
| 3 et 4 février 2012       | Nouvelle-Zélande | Westpac Stadium, Wellington                | Nouvelle-Zélande |
| 10 au 12 février 2012     | États-Unis       | Sam Boyd Stadium, Las Vegas                | Samoa            |
| 23 au 25 mars 2012        | Hong Kong        | Hong Kong Stadium, Hong Kong               | Fidji            |
| 31 mars et 1er avril 2012 | Japon            | Chichibunomiya Rugby Stadium, Tokyo        | Australie        |
| 5 et 6 mai 2012           | Écosse           | Scotstoun Stadium, Glasgow                 | Nouvelle-Zélande |
| 12 et 13 mai 2012         | Angleterre       | Stade de Twickenham, Londres               | Fidji            |

## Saison 2010-2011
| No | Équipe           | Points |
| -- | ---------------- | ------ |
| 1  | Nouvelle-Zélande | 166    |
| 2  | Afrique du Sud   | 140    |
| 3  | Angleterre       | 127    |
| 4  | Fidji            | 122    |
| 5  | Samoa            | 120    |
| 6  | Australie        | 80     |
| 7  | Galles           | 62     |
| 8  | Argentine        | 38     |
| 9  | Kenya            | 16     |
| 10 | France           | 12     |
| -  | Écosse           | 12     |
| 12 | États-Unis       | 10     |

| Date                   | Étape            | Lieu                           | Vainqueur        |
| ---------------------- | ---------------- | ------------------------------ | ---------------- |
| 3 et 4 décembre 2010   | Dubaï            | The Sevens, Dubaï              | Angleterre       |
| 10 et 11 décembre 2010 | Afrique du Sud   | Outeniqua Park, George         | Nouvelle-Zélande |
| 4 et 5 février 2011    | Nouvelle-Zélande | Westpac Stadium, Wellington    | Nouvelle-Zélande |
| 12 et 13 février 2011  | États-Unis       | Sam Boyd Stadium, Las Vegas    | Afrique du Sud   |
| 25 au 27 mars 2011     | Hong Kong        | Hong Kong Stadium, Hong Kong   | Nouvelle-Zélande |
| 2 et 3 avril 2011      | Australie        | Adelaide Oval, Adélaïde        | Nouvelle-Zélande |
| 21 et 22 mai 2011      | Angleterre       | Stade de Twickenham, Londres   | Afrique du Sud   |
| 28 et 29 mai 2011      | Écosse           | Murrayfield Stadium, Édimbourg | Afrique du Sud   |

## Saison 2009-2010
| No | Équipe           | Points |
| -- | ---------------- | ------ |
| 1  | Samoa            | 164    |
| 2  | Nouvelle-Zélande | 149    |
| 3  | Australie        | 122    |
| 4  | Fidji            | 108    |
| 5  | Angleterre       | 96     |
| 6  | Afrique du Sud   | 80     |
| 7  | Argentine        | 62     |
| 8  | Kenya            | 52     |
| 9  | Galles           | 34     |
| 10 | États-Unis       | 32     |
| 11 | Canada           | 15     |
| 12 | Écosse           | 12     |

| Date                   | Étape            | Lieu                           | Vainqueur        |
| ---------------------- | ---------------- | ------------------------------ | ---------------- |
| 4 et 5 décembre 2009   | Dubaï            | The Sevens, Dubaï              | Nouvelle-Zélande |
| 11 et 12 décembre 2009 | Afrique du Sud   | Outeniqua Park, George         | Nouvelle-Zélande |
| 5 et 6 février 2010    | Nouvelle-Zélande | Westpac Stadium, Wellington    | Fidji            |
| 13 et 14 février 2010  | États-Unis       | Sam Boyd Stadium, Las Vegas    | Samoa            |
| 19 au 21 mars 2010     | Australie        | Adelaide Oval, Adélaïde        | Samoa            |
| 26 au 28 mars 2010     | Hong Kong        | Hong Kong Stadium, Hong Kong   | Samoa            |
| 22 et 23 mai 2010      | Angleterre       | Stade de Twickenham, Londres   | Australie        |
| 29 et 30 mai 2010      | Écosse           | Murrayfield Stadium, Édimbourg | Samoa            |

## Saison 2008-2009
| No | Équipe           | Points |
| -- | ---------------- | ------ |
| 1  | Afrique du Sud   | 132    |
| 2  | Fidji            | 102    |
| 3  | Angleterre       | 98     |
| 4  | Nouvelle-Zélande | 88     |
| 5  | Argentine        | 68     |
| 6  | Kenya            | 64     |
| 7  | Samoa            | 40     |
| 8  | Australie        | 30     |
| 9  | Écosse           | 24     |
| 10 | Galles           | 24     |

| Date                   | Étape            | Lieu                           | Vainqueur      |
| ---------------------- | ---------------- | ------------------------------ | -------------- |
| 28 et 29 novembre 2008 | Dubaï            | The Sevens, Dubaï              | Afrique du Sud |
| 5 et 6 décembre 2008   | Afrique du Sud   | Outeniqua Park, George         | Afrique du Sud |
| 6 et 7 février 2009    | Nouvelle-Zélande | Westpac Stadium, Wellington    | Angleterre     |
| 14 et 15 février 2009  | États-Unis       | PETCO Park, San Diego          | Argentine      |
| 27 au 29 mars 2009     | Hong Kong        | Hong Kong Stadium, Hong Kong   | Fidji          |
| 3 au 5 avril 2009      | Australie        | Adelaide Oval, Adélaïde        | Afrique du Sud |
| 23 et 24 mai 2009      | Angleterre       | Stade de Twickenham, Londres   | Angleterre     |
| 30 et 31 mai 2009      | Écosse           | Murrayfield Stadium, Édimbourg | Fidji          |

## Saison 2007-2008
| No | Équipe           | Points |
| -- | ---------------- | ------ |
| 1  | Nouvelle-Zélande | 154    |
| 2  | Afrique du Sud   | 106    |
| 3  | Samoa            | 100    |
| 4  | Fidji            | 94     |
| 5  | Angleterre       | 54     |
| 6  | Argentine        | 43     |
| 7  | Kenya            | 38     |
| 8  | Australie        | 30     |
| 9  | Galles           | 30     |
| 10 | Écosse           | 26     |

| Date                        | Étape            | Lieu                             | Vainqueur        |
| --------------------------- | ---------------- | -------------------------------- | ---------------- |
| 30 nov et 1er décembre 2007 | Dubaï            | Dubai Exiles Rugby Ground, Dubaï | Nouvelle-Zélande |
| 7 et 8 décembre 2007        | Afrique du Sud   | Outeniqua Park, George           | Nouvelle-Zélande |
| 1er et 2 février 2008       | Nouvelle-Zélande | Westpac Stadium, Wellington      | Nouvelle-Zélande |
| 9 et 10 février 2008        | États-Unis       | PETCO Park, San Diego            | Nouvelle-Zélande |
| 28 au 30 mars 2008          | Hong Kong        | Hong Kong Stadium, Hong Kong     | Nouvelle-Zélande |
| 5 et 6 avril 2008           | Australie        | Adelaide Oval, Adélaïde          | Afrique du Sud   |
| 24 et 25 mai 2008           | Angleterre       | Stade de Twickenham, Londres     | Samoa            |
| 31 mai et 1er juin 2008     | Écosse           | Murrayfield Stadium, Édimbourg   | Nouvelle-Zélande |

## Saison 2006-2007
| No | Équipe           | Points |
| -- | ---------------- | ------ |
| 1  | Nouvelle-Zélande | 130    |
| 2  | Fidji            | 128    |
| 3  | Samoa            | 122    |
| 4  | Afrique du Sud   | 92     |
| 5  | Angleterre       | 52     |
| 6  | Galles           | 38     |
| 7  | Australie        | 32     |
| 8  | France           | 28     |
| 9  | Écosse           | 26     |
| 10 | Argentine        | 23     |

| Date                      | Étape            | Lieu                             | Vainqueur        |
| ------------------------- | ---------------- | -------------------------------- | ---------------- |
| 1er et 2 décembre 2006    | Dubaï            | Dubai Exiles Rugby Ground, Dubaï | Afrique du Sud   |
| 8 et 9 décembre 2006      | Afrique du Sud   | Outeniqua Park, George           | Nouvelle-Zélande |
| 2 et 3 février 2007       | Nouvelle-Zélande | Westpac Stadium, Wellington      | Samoa            |
| 10 et 11 février 2007     | États-Unis       | PETCO Park, San Diego            | Fidji            |
| 30 mars au 1er avril 2007 | Hong Kong        | Hong Kong Stadium, Hong Kong     | Samoa            |
| 7 et 8 avril 2007         | Australie        | Adelaide Oval, Adélaïde          | Fidji            |
| 26 et 27 mai 2007         | Angleterre       | Stade de Twickenham, Londres     | Nouvelle-Zélande |
| 2 et 3 juin 2007          | Écosse           | Murrayfield Stadium, Édimbourg   | Nouvelle-Zélande |

## Saison 2005-2006
| No | Équipe           | Points |
| -- | ---------------- | ------ |
| 1  | Fidji            | 144    |
| 2  | Angleterre       | 122    |
| 3  | Afrique du Sud   | 110    |
| 4  | Nouvelle-Zélande | 76     |
| 5  | Samoa            | 72     |
| 6  | Argentine        | 60     |
| 7  | France           | 50     |
| 8  | Australie        | 40     |
| 9  | Kenya            | 13     |
| 10 | Écosse           | 12     |

| Date                    | Étape            | Lieu                             | Vainqueur      |
| ----------------------- | ---------------- | -------------------------------- | -------------- |
| 1er et 2 décembre 2005  | Dubaï            | Dubai Exiles Rugby Ground, Dubaï | Angleterre     |
| 9 et 10 décembre 2005   | Afrique du Sud   | Outeniqua Park, George           | Fidji          |
| 3 et 4 février 2006     | Nouvelle-Zélande | Westpac Stadium, Wellington      | Fidji          |
| 11 et 12 février 2006   | États-Unis       | Home Depot Center, Los Angeles   | Angleterre     |
| 31 mars au 2 avril 2006 | Hong Kong        | Hong Kong Stadium, Hong Kong     | Angleterre     |
| 8 et 9 avril 2006       | Singapour        | National Stadium, Singapour      | Fidji          |
| 27 et 28 mai 2006       | France           | Stade Jean-Bouin, Paris          | Afrique du Sud |
| 3 et 4 juin 2006        | Angleterre       | Stade de Twickenham, Londres     | Fidji          |

## Saison 2004-2005
| No | Équipe           | Points |
| -- | ---------------- | ------ |
| 1  | Nouvelle-Zélande | 116    |
| 2  | Fidji            | 88     |
| 3  | Angleterre       | 86     |
| 4  | Afrique du Sud   | 76     |
| 5  | Argentine        | 68     |
| 6  | Samoa            | 46     |
| 7  | Australie        | 42     |
| 8  | France           | 30     |
| 9  | Écosse           | 20     |
| 10 | Kenya            | 6      |

| Date                   | Étape            | Lieu                             | Vainqueur        |
| ---------------------- | ---------------- | -------------------------------- | ---------------- |
| 2 et 3 décembre 2004   | Dubaï            | Dubai Exiles Rugby Ground, Dubaï | Angleterre       |
| 10 et 11 décembre 2004 | Afrique du Sud   | Outeniqua Park, George           | Nouvelle-Zélande |
| 4 et 5 février 2005    | Nouvelle-Zélande | Westpac Stadium, Wellington      | Nouvelle-Zélande |
| 12 et 13 février 2005  | États-Unis       | Home Depot Center, Los Angeles   | Nouvelle-Zélande |
| 16 et 17 avril 2005    | Singapour        | National Stadium, Singapour      | Nouvelle-Zélande |
| 4 et 5 juin 2005       | Angleterre       | Stade de Twickenham, Londres     | Afrique du Sud   |
| 11 et 12 juin 2005     | France           | Stade Jean-Bouin, Paris          | France           |

## Saison 2003-2004
| No | Équipe           | Points |
| -- | ---------------- | ------ |
| 1  | Nouvelle-Zélande | 128    |
| 2  | Angleterre       | 122    |
| 3  | Argentine        | 98     |
| 4  | Fidji            | 84     |
| 5  | Afrique du Sud   | 74     |
| 6  | Samoa            | 60     |
| 7  | France           | 37     |
| 8  | Australie        | 34     |
| 9  | Canada           | 22     |
| 10 | Écosse           | 12     |

| Date                   | Étape            | Lieu                             | Vainqueur        |
| ---------------------- | ---------------- | -------------------------------- | ---------------- |
| 3 au 5 décembre 2003   | Dubaï            | Dubai Exiles Rugby Ground, Dubaï | Afrique du Sud   |
| 12 et 13 décembre 2003 | Afrique du Sud   | Outeniqua Park, George           | Angleterre       |
| 6 et 7 février 2004    | Nouvelle-Zélande | Westpac Stadium, Wellington      | Nouvelle-Zélande |
| 14 et 15 février 2004  | États-Unis       | Home Depot Center, Los Angeles   | Argentine        |
| 26 au 28 mars 2004     | Hong Kong        | Hong Kong Stadium, Hong Kong     | Angleterre       |
| 3 et 4 avril 2004      | Singapour        | National Stadium, Singapour      | Afrique du Sud   |
| 28 et 29 mai 2004      | France           | Stade Chaban-Delmas, Bordeaux    | Nouvelle-Zélande |
| 5 et 6 juin 2004       | Angleterre       | Stade de Twickenham, Londres     | Angleterre       |

## Saison 2002-2003
| No | Équipe           | Points |
| -- | ---------------- | ------ |
| 1  | Nouvelle-Zélande | 112    |
| 2  | Angleterre       | 108    |
| 3  | Fidji            | 94     |
| 4  | Afrique du Sud   | 82     |
| 5  | Australie        | 66     |
| 6  | Samoa            | 58     |
| 7  | Argentine        | 36     |
| 8  | France           | 20     |
| 9  | Galles           | 14     |
| 10 | Kenya            | 12     |

| Date                    | Étape            | Lieu                             | Vainqueur        |
| ----------------------- | ---------------- | -------------------------------- | ---------------- |
| 6 et 7 décembre 2002    | Dubaï            | Dubai Exiles Rugby Ground, Dubaï | Nouvelle-Zélande |
| 13 et 14 décembre 2002  | Afrique du Sud   | Outeniqua Park, George           | Fidji            |
| 1 et 2 février 2003     | Australie        | Brisbane                         | Angleterre       |
| 7 et 8 février 2003     | Nouvelle-Zélande | Westpac Stadium, Wellington      | Nouvelle-Zélande |
| 28 au 30 mars 2003      | Hong Kong        | Hong Kong Stadium, Hong Kong     | Angleterre       |
| 31 mai et 1er juin 2003 | Pays de Galles   | Cardiff                          | Afrique du Sud   |
| 6 et 7 juin 2003        | Angleterre       | Stade de Twickenham, Londres     | Angleterre       |

## Saison 2001-2002
| No | Équipe           | Points |
| -- | ---------------- | ------ |
| 1  | Nouvelle-Zélande | 198    |
| 2  | Afrique du Sud   | 136    |
| 3  | Angleterre       | 126    |
| 4  | Fidji            | 122    |
| 5  | Australie        | 108    |
| 6  | Samoa            | 90     |
| 7  | Argentine        | 86     |
| 8  | Galles           | 50     |
| 9  | France           | 20     |
| 10 | Écosse           | 13     |

| Date                 | Étape            | Lieu                                      | Vainqueur        |
| -------------------- | ---------------- | ----------------------------------------- | ---------------- |
| 17-18 novembre 2001  | Afrique du Sud   | Kings Park Stadium, Durban                | Nouvelle-Zélande |
| 4-5 janvier 2002     | Chili            | Estadio San Carlos de Apoquindo, Santiago | Nouvelle-Zélande |
| 11-12 janvier 2002   | Argentine        | Estadio José María Minella, Mar del Plata | Fidji            |
| 2-3 février 2002     | Australie        | Ballymore Stadium, Brisbane               | Australie        |
| 8-9 février 2002     | Nouvelle-Zélande | Westpac Stadium, Wellington               | Afrique du Sud   |
| 16-17 mars 2002      | Chine            | Stade du Centre sportif olympique, Pékin  | Nouvelle-Zélande |
| 22-24 mars 2002      | Hong Kong        | Hong Kong Stadium, Hong Kong              | Angleterre       |
| 20-21 avril 2002     | Singapour        | Stade national, Singapour                 | Nouvelle-Zélande |
| 27-28 avril 2002     | Malaysie         | Petaling Jaya Stadium, Kuala Lumpur       | Nouvelle-Zélande |
| 24-25 mai 2002       | Angleterre       | Stade de Twickenham, Londres              | Nouvelle-Zélande |
| 30 mai-1er juin 2002 | Pays de Galles   | Arms Park, Cardiff                        | Nouvelle-Zélande |

## Saison 2000-2001
| No | Équipe           | Points |
| -- | ---------------- | ------ |
| 1  | Nouvelle-Zélande | 162    |
| 2  | Australie        | 150    |
| 3  | Fidji            | 124    |
| 4  | Samoa            | 92     |
| 5  | Afrique du Sud   | 82     |
| 6  | Argentine        | 50     |
| 7  | Angleterre       | 32     |
| 8  | Canada           | 26     |
| 9  | Galles           | 19     |
| 10 | États-Unis       | 16     |

| Date                   | Étape            | Lieu                                | Vainqueur        |
| ---------------------- | ---------------- | ----------------------------------- | ---------------- |
| 18-19 novembre 2000    | Afrique du Sud   | Kings Park Stadium, Durban          | Nouvelle-Zélande |
| 23-24 novembre 2000    | Dubaï            | Dubai Exiles Rugby Ground, Dubaï    | Nouvelle-Zélande |
| 9-10 favorer 2001      | Nouvelle-Zélande | Westpac Stadium, Wellington         | Australie        |
| 16-17 février 2001     | Australie        | Ballymore Stadium, Brisbane         | Annulé           |
| 30 mars-1er avril 2001 | Hong Kong        | Hong Kong Stadium, Hong Kong        | Nouvelle-Zélande |
| 7-8 avril 2001         | Chine            | Yunanshen Stadium, Shangaï          | Australie        |
| 21-22 avril 2001       | Malaisie         | Petaling Jaya Stadium, Kuala Lumpur | Australie        |
| 29-30 avril 2001       | Japon            | Chichibunomiya Stadium, Tokyo       | Nouvelle-Zélande |
| 26-28 mai 2001         | Angleterre       | Stade de Twickenham, Londres        | Nouvelle-Zélande |
| 2-3 juin 2001          | Pays de Galles   | Cardiff Arms Park, Cardiff          | Nouvelle-Zélande |

## Saison 1999-2000
| No | Équipe           | Points |
| -- | ---------------- | ------ |
| 1  | Nouvelle-Zélande | 186    |
| 2  | Fidji            | 180    |
| 3  | Australie        | 118    |
| 4  | Samoa            | 82     |
| 5  | Afrique du Sud   | 80     |
| 6  | Canada           | 60     |
| 7  | Argentine        | 52     |
| 8  | France           | 34     |
| 9  | Angleterre       | 22     |
| 10 | Géorgie          | 12     |

| Date                   | Étape            | Lieu                                      | Vainqueur        |
| ---------------------- | ---------------- | ----------------------------------------- | ---------------- |
| 2 et 3 décembre 1999   | Dubaï            | Dubai Exiles Rugby Ground, Dubaï          | Nouvelle-Zélande |
| 10 et 11 décembre 1999 | Afrique du Sud   | Danie Craven Stadium, Stellenbosch        | Fidji            |
| 7 et 8 janvier 2000    | Uruguay          | Campus de Maldonado, Punta del Este       | Nouvelle-Zélande |
| 12 et 13 janvier 2000  | Argentine        | Estadio José María Minella, Mar del Plata | Fidji            |
| 5 et 6 février 2000    | Nouvelle-Zélande | Westpac Stadium, Wellington               | Fidji            |
| 11 et 12 février 2000  | Fidji            | National Stadium, Suva                    | Nouvelle-Zélande |
| 18 et 19 février 2000  | Australie        | Ballymore Stadium, Brisbane               | Fidji            |
| 24 au 26 mars 2000     | Hong Kong        | Hong Kong Stadium, Hong Kong              | Nouvelle-Zélande |
| 1 et 2 avril 2000      | Japon            | Chichibunomiya Stadium, Shibuya           | Fidji            |
| 27 et 28 mai 2000      | France           | Stade Charléty, Paris                     | Nouvelle-Zélande |